# 탑셋

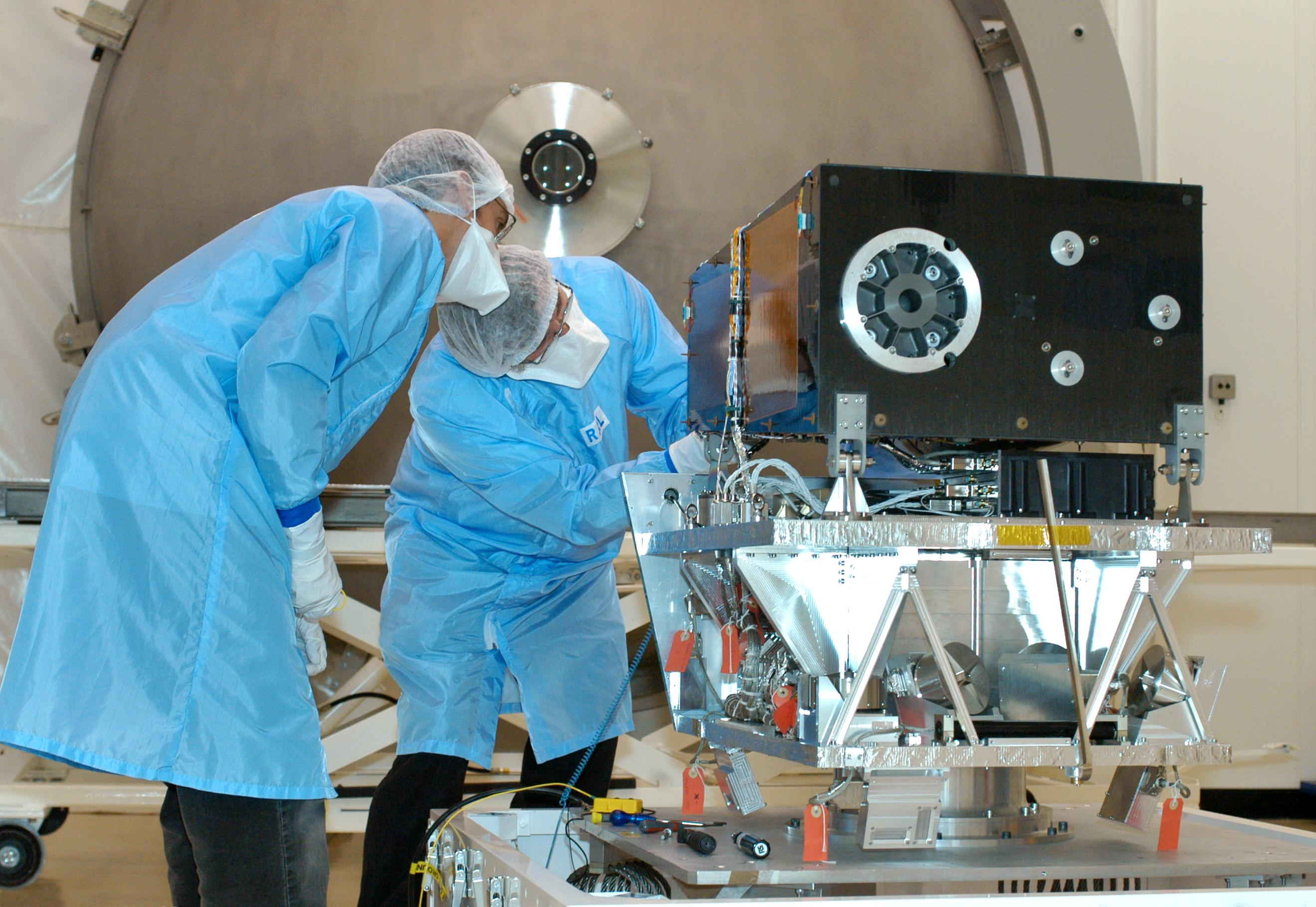

탑셋(TopSat, Tactical Operational Satellite)은 영국 서레이 새틀라이트 테크놀로지사가 개발한 소형 고성능 정찰위성이다. 2005년에 발사되었다. 무게 120 kg으로 소형 인공위성인데 해상도 2.5 m의 고성능 정찰 카메라를 탑재했다.